# Gut Laumühlen
Das Gut Laumühlen am Ostebogen in der Ostemarsch in der niedersächsischen Gemeinde Hechthausen-Laumühlen, Lamstedter Straße 15/17, Samtgemeinde Hemmoor, im Landkreis Cuxhaven, stammt als Herrenhaus aus der Mitte des 19. Jahrhunderts.
Aktuell (2024) wird es als Wohnhäuser, gewerblich und landwirtschaftlich genutzt.
Die Gebäude stehen unter Denkmalschutz (siehe auch Liste der Baudenkmale in Hechthausen).

## Geschichte und Beschreibung
Hechthausen wurde 1233 als Hekethusen zum ersten Mal erwähnt. Damals beherrschte die begüterte Adelsfamilie de Hekethusen die Region. Das südwestliche Dorf Laumühlen (Lau = Loh = Wald) gehört seit 1972 zu Hechthausen.
Das ehemalige Rittergut Laumühlen wurde 1585 erstmals urkundlich erwähnt. Es ist eine Gründung der in Cranenburg ansässigen Familie Marschalck, eine der ältesten Adelsfamilien des Erzbistums Bremen, die auch das Rittergut Hutloh und das Gut Ovelgönne besaßen. Es war wohl eines der größeren Güter. Seine Ländereien erstreckten sich bis zur Mehe und der Osteschleife der mittleren Oste. Auch der Telegrafenberg gehörte dazu. Von 1695 bis 1857 und 1864 (Ablösung durch die Bauern) erhielt die Familie Marschalcks auf Gut Laumühlen die Abgaben des Korn- und Schmalzehnts aus der Region.
Die Gutsanlage am Rande des Dorfes südlich der Lamstedter Straße mit einem längeren Zufahrtsweg besteht aus
- dem eingeschossigen historisierenden Herrenhaus von 1861 (Inschrift) in Backstein mit pfannengedecktem Krüppelwalmdach, zweigeschossigem hofseitigen, asymmetrisch angeordneten, dreiachsigen Giebelrisalit mit Wappen im Giebeldreieck und geschossteilendem Gesims; östlicher Anbau mit Pultdach und Anbau mit Dachterrasse am Westgiebel; die rundbogigen Öffnungen mit schmalen Putzprofilen bekrönt sowie Brüstungsfelder mit vegetabilischen Stuckaturen; Haupterschließung über eine dreistufige Treppe zu einer rundbogigen doppelflügeligen Tür,[3]
- dem eingeschossigen freistehenden Wohn- und Wirtschaftsgebäude von 1861 als Zweiständer-Hallenhaus in gleichmäßigem Fachwerk mit Steinausfachungen, Satteldach und nördlichem Wirtschaftsgiebel mit der Grooten Door mit Korbbogen, den zwei Stalltüren sowie Uhlenloch; Wohngiebel nach Südosten mit rundbogigen Fenster- und Türöffnungen im massiven Erdgeschoss und Fachwerk im Giebeldreieck mit Verbretterung in der Giebelspitze,[4]
- dem eingeschossigen giebelständigen Wohn- und Wirtschaftsgebäude von um 1780 als Zweiständer-Hallenhaus in Unterrähmverzimmerung mit Steinausfachung und Satteldach; giebelseitig kragen die Rähmenden hervor, mit Grooter Door und zugemauerten Stalltüren sowie Verkleidung im oberen Giebeldreieck; das direkt an der Lamstedter Straße Nr. 13 (L 116) stehende Gebäude war ursprünglich Bestandteil des Gutshofes Laumühlen,[5]
- den weiteren nicht denkmalgeschützten Nebengebäuden
- sowie dem bis an die Oste reichenden Wald.

Das Landesdenkmalamt befand für das Herrenhausu. a.: „zeittypische Merkmale des Historismus“.
Der Landdrost der Landdrostei Stade, Engelbert Johann von Marschalck (1766–1845), starb auf Gut Laumühlen.